# Салданья, Жуан Карлуш
Дом Жуа́н Ка́рлуш Грего́риу Доми́нгуш Висе́нте Франси́шку де Салда́нья Оливе́йра-и-Даун, 1-й герцог де Салданья (порт. João Carlos de Saldanha Oliveira e Daun; 17 ноября 1790 — 20 ноября 1876) — крупный португальский военный и государственный деятель, маршал с 1834 года. Премьер-министр Португалии в 1835, 1846—1847, 1847—1849, 1851—1856 и 1870 годах.

## Рождение и молодость
Родился 17 ноября 1790 года в Лиссабоне. Сын Жуана Висенте де Салданьи Оливейры и Соуза Жузарте Фигейры, 1-го графа де Риу-Майор (1746—1804), и Марии Амалии де Карвальо Даун. Внук по материнской линии Себастьяна Жозе де Помбала, 1-го маркиза Помбала, фактического правителя Португалии при короле Жозе I (1750—1777 годы).
Учился в Коимбре, затем участвовал в военных действия против французских оккупантов, в 1810 году находился в плену. После освобождения в 1815 году отправился в Бразилию, где работал на военной и дипломатической службе. После провозглашения независимости Бразилии в 1822 году вернулся в Португалию.

## Мигелистские войны
Был одним из главных военных и государственных деятелей Португалии в период с революции 1820 года до своей смерти в 1876 году. Он сыграл важную роль во время гражданской войны в Португалии между братьями, королём Педру IV и претендентом Мигелем I.
В 1825 году был назначен министром иностранных дел, а в 1826—1827 годах занимал должность губернатора Порту. В 1828 году вынужден был эмигрировать из Португалии после неудачной попытки поднять антимигелистское восстание. В 1833 году вернулся на родину и принял участие в военных действиях против мигелистов. Руководил военными операциями против приверженцев Мигеля, с которым заключил мирный договор в Эвора-Монте в 1834 году. В следующем 1835 году был назначен военным министром и председателем совета министров, но в том же году ушёл в отставку. После сентябрьской революции 1836 года находился в изгнании до 1846 года.

## Поздняя жизнь
В 1846 году после своего возвращения из эмиграции в Португалию получил титул герцога и вторично возглавил правительство после того, как Мария II сместила правительство Педру де Соузы. Это дало начало краткосрочной гражданской войне, известной под названием Патулейя. Салданья оставался у власти до 1849 года. В 1851 году организовал новое восстание и был назначен председателем правительства в качестве лидера коалиции, сформированной из сентябристов (сторонники конституции 1822 года) и хартистов (сторонники хартии 1826 года). Создал новую умеренно-либеральную партию «Реженерасан» («Возрождение»). Пользовался большим влиянием до вступления на престол короля Педру II. Был португальским послом в Ватикане (1862—1864, 1866—1869). В мае — августе 1870 года в пятый раз занял должность премьер-министра Португалии. В 1871 году был отправлен в качестве посла в Лондон, где и скончался.

## Семья и дети
Герцог Салданья был дважды женат. 30 сентября 1814 года первым браком женился на Марии Терезе Маргарите Хоран Фитцджеральд (1796—1855), от брака с которой у него было три сына и две дочери:
- Аугушту Карлуш де Салданья Оливейра-и-Даун, 1-й граф де Алмоштер (1821—?)
- Мария Амалия де Салданья де Оливейра-и-Даун (1824—?)
- Жуан Карлуш де Салданья де Оливейра-и-Даун, 2-й герцог де Салданья (1825—1880)
- Луиш де Салданья де Оливейра-и-Даун (1832—?)
- Эужения де Салданья де Оливейра-и-Даун (1831—1872)

12 сентября 1856 года в Лондоне вторично женился на Шарлотте Елизавете Марии Смит, сестре британского дипломата Джона Смита Этельстана, 1-го графа Карнота. Этот брак был бездетным.

## Награды
- Крест военного ордена Христа
- Крест Ордена Башни и Меча
- Крест Ордена Непорочного зачатия Девы Марии Вила-Висозской
- Крест Ордена Сантьяго
- Крест Мальтийского ордена
- Крест Ордена Изабеллы Католической
- Крест Ордена Карлоса III
- Орден Почётного легиона
- Орден Святого Григория Великого
- Орден Пия IX
- Орден Леопольда I
- Орден Святых Маврикия и Лазаря
- Орден Леопольда
- Орден Белого орла
- Орден Золотого руна